# Комітет Верховної Ради України з питань аграрної політики та земельних відносин
Комітет Верховної Ради України з питань аграрної політики та земельних відносин — колишній профільний комітет Верховної Ради України.
Створений 4 грудня 2007 р..

## Сфери відання
Комітет здійснює законопроєктну роботу, готує, попередньо розглядає питання, віднесені до повноважень Верховної Ради України, та виконує контрольні функції у таких сферах відання:
- економічна політика в агропромисловому комплексі;
- державне регулювання агропромислового виробництва;
- сільськогосподарська кооперація;
- регулювання земельних відносин (крім земельних відносин у межах територій забудови);
- лісове, водне та рибне господарство.

## Склад VII скликання[2]
Керівництво:
- Калетнік Григорій Миколайович  — Голова Комітету
- Кутовий Тарас Вікторович — Перший заступник голови Комітету
- Лабазюк Сергій Петрович — Перший заступник голови Комітету
- Кравчук Василь Петрович — Заступник голови Комітету
- Сабій Ігор Михайлович — Заступник голови Комітету
- Івахів Степан Петрович — Заступник голови Комітету
- Сігал Євген Якович — Заступник голови Комітету
- Губар Віктор Іванович — Секретар Комітету
- Царьов Олег Анатолійович — Голова підкомітету з питань земельних відносин
- Купчак Володимир Романович — Голова підкомітету з питань базових галузей та інновацій в агропромисловому комплексі
- Бублик Юрій Васильович — Голова підкомітету з питань ціноутворення та розвитку зовнішньоекономічної діяльності в агропромисловому комплексі
- Бриченко Ігор Віталійович — Голова підкомітету з питань соціальної політики агропромислового комплексу, розвитку сільських територій, аграрної науки та освіти
- Омельянович Денис Сергійович — Голова підкомітету з питань економічної та фінансової політики агропромислового комплексу та розвитку зовнішньоекономічної діяльності
- Негой Федір Федорович — Голова підкомітету з питань харчової промисловості та торгівлі агропромисловими товарами

Члени:
- Апостол Михайло Володимирович
- Бобов Геннадій Борисович
- Бондар Віктор Васильович
- Волков Олександр Анатолійович
- Домбровський Олександр Георгійович
- Корнійчук Олександр Олександрович
- Кузьменко Сергій Анатолійович
- Кулініч Олег Іванович
- Лунченко Валерій Валерійович
- Мельник Станіслав Анатолійович
- Пилипенко Володимир Пилипович
- Скарбовійчук Руслан Володимирович
- Смітюх Григорій Євдокимович
- Шаблатович Олег Миколайович

Колишні члени:
- Веревський Андрій Михайлович[3]

## Склад VIII скликання[4]
Керівництво:
- голова Комітету — Кутовий Тарас Вікторович
- заступник голови Комітету — Бакуменко Олександр Борисович
- заступник голови Комітету — Заболотний Григорій Михайлович
- заступник голови Комітету — Івченко Вадим Євгенович
- секретар Комітету — Лунченко Валерій Валерійович

Члени:
- Бриченко Ігор Віталійович
- Бобов Геннадій Борисович
- Вадатурський Андрій Олексійович
- Вітко Артем Леонідович
- Давиденко Валерій Миколайович
- Дідич Валентин Володимирович
- Дмитренко Олег Миколайович
- Добкін Дмитро Маркович
- Кіт Андрій Богданович
- Козаченко Леонід Петрович
- Корнацький Аркадій Олексійович
- Кузьменко Анатолій Іванович
- Кулініч Олег Іванович
- Кучер Микола Іванович
- Лабазюк Сергій Петрович
- Люшняк Микола Володимирович
- Мартиняк Сергій Васильович
- Мірошніченко Іван Володимирович
- Мушак Олексій Петрович
- Негой Федір Федорович
- Нестеренко Вадим Григорович
- Омельянович Денис Сергійович
- Петьовка Василь Васильович
- Хлань Сергій Володимирович
- Юрчишин Петро Васильович[5].